# تشارلز دي. هايوود
تشارلز دي. هايوود هو سياسي أمريكي، ولد في 1881، وتوفي في 1957. نشط حزبياً في الحزب الجمهوري الكاليفورني ‏. وقد انتخب عمدة بيركيلي، كاليفورنيا ‏.